# Panamerikanska spelen 1971
Panamerikanska spelen 1971 hölls i Cali i Colombia under perioden 30 juli-13 augusti 1971 (en källa säger 25 juli-8 augusti 1971).. Vad som då kallades "världens salsahuvudstad", belägen vid Anderna, tog emot totalt 2 935 aktiva från 32 länder, som deltog i 17 grenar (en källa säger 4 000 aktiva) Höjdpunkten vid invigningen var en synkroniserad dans med omkring 12 000 flickor i folkdräkter.

## Val av värdort
På PASO-mötet 1967 i Winnipeg, slog Cali ut Champ, Missouri (nära St. Louis, Missouri), USA, vid omröstningen om vem som skulle få anordna 1971 års spel.

## Höjdpunkter
- Den kubanske trestegshopparen Pedro Pérez noterade världsrekord då han hoppade 17,40 meter, och slog det tidigare rekordet som innehades av Sovjetunionens Viktor Sanejev.[1]
- Jamaicas Donald Quarrie vann herrarnas 100 och 200 meter löpning.[1]
- Kuba slutade tvåa i medaljstriden, med guld i baseboll samt både herr- och damguld i volleyboll. Man slutade också tvåa i vattenpolo och trea i basket, där man såg till att USA slogs ut ur spelens basketturnering för första gången.[1]
- Steve Prefontaine vann sin enda guldmedalj i internationella tävlingar på herrarnas 5 000 meter löpning, med tiden 13:52.53.

## Anläggningar
Huvudanläggning var Estadio Pascual Guerrero. Vissa tävlingar hölls i Coliseo el Pueblo. Boxning hölls i Plaza de Toros Cañaveralejo, en tjurfäktningsring i Cali. Klagomål framfördes om att de aktiva fick bo i barackbyggnader, som var överfulla. För att skydda de aktiva då studenter protesterade mot att de tyckte Colombia lade ner för mycket pengar på att anordna spelen, spände säkerhetsvakter upp taggtråd runt de aktivas by, och vakter med gevär bevakade. De överfulla byggnaderna kom att kallas "Claustrophobia Manor" av de aktiva.

## Medaljtabell
Fastän USA:s vanligtvis framgångsrika lag enbart nådde store framgångar i friidrott och gymnastik, tog Argentina och Brasilien överraskande segrar i rodd, och Kuba gjorde detsamma i basket. USA fick erkänna att fastän man hade ett starkt lag, hade andra länder gått framåt.
Värdlandet har lila bakgrundsfärg.
| Medaljstriden vid panamerikanska spelen 1971 |                         |      |        |       |       |
| Pos                                          | Country                 | Guld | Silver | Brons | Total |
| 1                                            | USA                     | 105  | 73     | 40    | 218   |
| 2                                            | Kuba                    | 31   | 49     | 25    | 105   |
| 3                                            | Kanada                  | 19   | 20     | 41    | 80    |
| 4                                            | Brasilien               | 9    | 7      | 14    | 30    |
| 5                                            | Mexiko                  | 7    | 11     | 23    | 41    |
| 6                                            | Argentina               | 6    | 4      | 12    | 22    |
| 7                                            | Colombia                | 5    | 9      | 14    | 28    |
| 8                                            | Jamaica                 | 4    | 3      | 4     | 11    |
| 9                                            | Puerto Rico             | 2    | 4      | 7     | 13    |
| 10                                           | Venezuela               | 2    | 3      | 4     | 9     |
| 11                                           | Nederländska Antillerna | 1    | 2      | 1     | 4     |
| 12                                           | Trinidad och Tobago     | 1    | 1      | 5     | 7     |
| 13                                           | Panama                  | 1    | 1      | 4     | 6     |
| 14                                           | Ecuador                 | 1    | 0      | 2     | 3     |
| 15                                           | Guatemala               | 1    | 0      | 0     | 1     |
| 16                                           | Chile                   | 0    | 3      | 4     | 7     |
| 17                                           | Peru                    | 0    | 1      | 4     | 5     |
| 17                                           | Uruguay                 | 0    | 1      | 4     | 5     |
| 19                                           | Barbados                | 0    | 1      | 0     | 1     |
| 20                                           | Guyana                  | 0    | 0      | 1     | 1     |

## Sporter
- Friidrott
- Basket
- Boxning
- Cykling
- Simhopp
- Fotboll
- Rodd
- Simning
- Konstsim
- Volleyboll
- Brottning